# 貞方祥
貞方 祥（さだかた しょう、 - ）は、日本のプロデューサー、演出家、 映画監督。

## 略歴・人物
一般社団法人日本2.5次元ミュージカル協会の個人協会員。
2013年（平成25年）、映画『PRECIOUS STONE（プレシャス・ストーン）』で映画監督デビュー。
2.5次元舞台やガールズミュージカルの演出の高さが定評である。

## 主な作品

### 映画
- 『PRECIOUS STONE』（2013年）- 脚本・監督[2]

### 舞台
- 『フライングパイレーツ〜ネバーランド漂流記』（2010年、銀座みゆき館劇場）- 作・演出[4]
  - 出演：長谷川恵美、嘉陽愛子、徳永愛
- 『舞台版PRECIOUS STONE』（2011年、萬劇場）- 脚本・演出
  - 出演：北村悠、徳永邦治、関谷桃子、古田一紀
- 『フライングパイレーツ〜ネバーランド漂流記』（2014年、シアターグリーン BIG TREE THEATER）- 作・演出[5][6]
  - 出演：鈴木裕乃（私立恵比寿中学）、尾花貴絵、AZU
- 『フライングパイレーツ〜ネバーランド漂流記』（2015年、新宿村LIVE）- 作・演出[7]
  - 出演：奥仲麻琴（PASSPO☆）、かでなれおん、神野千奈、太田希望、うちやえゆか
- 『フライングパイレーツ〜ネバーランド漂流記 featuring GUY'S』（2015年、新宿村LIVE）- 作・演出[8][9]
  - 出演：小田島渚、猪野広樹、村上幸平、服部翼、小原春香（AKB48）
- 『フライングパイレーツ〜ネバーランド漂流記 featuring GUY'S』（2016年、サンリオピューロランド）- 作・演出[10]
  - 出演： 高野洸（Dream5）、薫太、金魚わかな、小原春香（AKB48）、村上幸平
- 『キャプテンハーロック〜次元航海』（2016年、新宿村LIVE）- 制作[11]
  - 出演：林野健志、鈴木勤、伊藤えみ、柴小聖、扇けい
- 『舞台版・サトラレ〜西山幸夫の場合』（2018年、新宿ALTA THEATER）- 脚本・演出[12]
  - 出演： 北村悠、今出舞（SKE48）、副島美咲、ほのか、柳瀬早紀、大葉健二、渡洋史
- 『ドリームレスキュー！言うことナース エピソードゼロだけどぉ』（2018年、新宿村LIVE）- 作・演出[13]
  - 出演：松村芽久未（NMB48）、平野隼人、副島美咲、桜川みゅう、りせは、ほのか、北村悠
- 『ミュージカル・まいっちんぐマチコ先生』（2018年、R'sアートコート）- 脚本・演出[14]
  - 出演： 和地つかさ、テジュ、楽しんご、豊川久仁、ほのか、尾川楓
- 『PRINCE of MONSTERS〜魔界塔からの脱出』（2019年、新宿角座）- 制作[15]
  - 出演： 霜月紫、増本健一、池田明日香、住谷哲栄、松田浩毅、鳥越衿香

### リーディングライブ
- 『サトラレ〜西山幸夫の場合』（2018年、RIスタジオ）- 脚本・演出[12]
  - 出演：天ノ崎稜奈、神山賢士、ほのか
- 『ドリームレスキュー！言うことナース』（2018年、RIスタジオ）- 作・演出
  - 出演：彩月ちさと、若菜莉子、伏見理夏
- 『サトラレ〜西山幸夫の場合（再演）』（2018年、RIスタジオ）- 脚本・演出[12]
  - 出演：天ノ崎稜奈、神山賢士、大坪奈津子

### バーチャル演劇
※バーチャル空間におけるVTuberなどのCGキャラクターによる演劇公演。VRゴーグルを着用してネット配信されたコンテンツを視聴。劇場に足を運ばなくても世界中どこからでも観覧可能。
- バーチャル演劇『モテロボ』（2020年）- 作・演出[16]
  - 出演：粕谷雄太、関根優那、西山光【VTuber】、羽原ゆとり【ゲストVTuber】

### 書籍
- アジアの歌姫わらしべデビュー！（2004年、バックステージカンパニー）　ISBN 4-9900799-4-9